# رادس
رَادِس هي مدينة تونسية تقع على مسافة 9 كم جنوب شرقي العاصمة تونس. يقطنها حوالي 45.356 ألف نسمة (تعداد سنة 2004) ويوجد بها أحد أهم موانئ البلاد التونسية.
يقع بمقربة من مدينة رادس أكبر مركب رياضي بتونس والذي يضمّ الملعب الأولمبي برادس لكرة القدم (60.000 مقعد) و قاعة رادس المغطاة والتي تعني بالرياضات الجماعية داخل الصالات ككرة السلة أو كرة الطائرة التي تتسع ل12000 مقعد. وتمارس عدد من الجمعيات الرياضية نشاطها في مدينة رادس أهمها النجم الرادسي سواء بفرع كرة القدم (ينتمي للدرجة الثالثة) أو بفرع كرة سلة (حائز على بطولة الوطنية لكرة السلة 2017).

## التاريخ

### العصور القديمة والعصور الوسطى
تستمد رادس اسمها من التعبير اللاتيني ماكسولا براتس  هو الاسم الليبي البربري الأصلي للقرية التي توجد بالقرب منها، في العصور القديمة، محطة للقوارب تتمثل وظيفتها في ربط عن طريق البحر ومحطة الطريق الساحلي مع قرطاج. لقد أبقى العرب من هذا الاسم المسمى بأسماء المواقع الجغرافية، لكنهم افتقدوا فقط أنهم تحولوا إلى رادس. من بداية الفتح الإسلامي للمغرب الكبير، يتم تزويد تل رادس برباط في الارتفاع. حول هذا الرباط، الذي اختفى منذ فترة طويلة، تشكلت القرية التي يتحدث بها في القرن الحادي عشر، ويبدو أنه تم تزويدها بمنفذ منذ ذلك الوقت.

### المملكة الحسينية
تحت حكم الحسينيين، يسكن رادس المزارعون ويسعون إليها من قبل سكان المدينة التونسيين. تعرف المنطقة المحلية بعد ذلك ارتفاعًا سريعًا وتمتد نحو الشاطئ والتلال المحيطة خلال القرن التاسع عشر. قام كبار الشخصيات ببناء مساكن، مثل المنازل ذات الطراز الأسباني المزينة بالحدائق مثل حدائق الحاكم القائد مختار بن زيد والعميد علالة بن فريجة، الذي بنى منزلاً هناك. واسعة في 1862.
بين نهاية القرن التاسع عشر وبداية القرن العشرين، بنى أفراد عائلة الجلولي قصور إسبانية عربية جميلة، بما في ذلك الوزراء محمد الجلولي والطيب الجلولي، وكذلك حاكم القائد الصادق الجلولي. يقوم السكان الفرنسيون ببناء الفيلات على الطراز الأوروبي البرجوازي. يمكن للمرء أن يذكر الفيلا الاستعمارية التي بنيت في عام 1905 وتم شراؤها من قِبل الوزير الكبير محمد شنيق، والذي يعطيه الطراز الإسباني والإيطالي ويعيش شقيقه حسن، وهو مالك بارز للأراضي، في فيلا فاشيروت، التي أصبحت مقر إقامته في منتصف القرن العشرين.

## الجغرافيا
تم بناء المدينة في الأصل على تل مع غابة تبلغ مساحتها 350 هكتار. بعد ذلك، يمتد على السهل المحيط باتجاه وادي مليان والبحر الأبيض المتوسط. تتميز رادس، خاصة في قلبها القديم، بشوارعها المتعرجة. حول هذه النواة، النسيج الإنسي الحقيقي الذي يحتل التل، تم بناء المدينة بأكملها. في امتداده، نجد مقاطعتي بئر الطراز ومنجيل. وقد توسعت الأحياء الأخرى في وقت لاحق: رادس الغابة، رادس الشاطئ، رادس مليان، ماكسولا، حي محمد علي، حي الطيب المهيري، حي نوبو، حي البينوس.
يقع بالقرب من المدينة وخارج وادي مليان، وهو أكبر مجمع رياضي في تونس، بما في ذلك الملبع الأولمبي برادس (سابقًا في 7 نوفمبر) المجهز بـ 60 ألف مقعد، تم بناؤه في بمناسبة تنظيم دورة الألعاب المتوسطية 2001.

## الاقتصاد

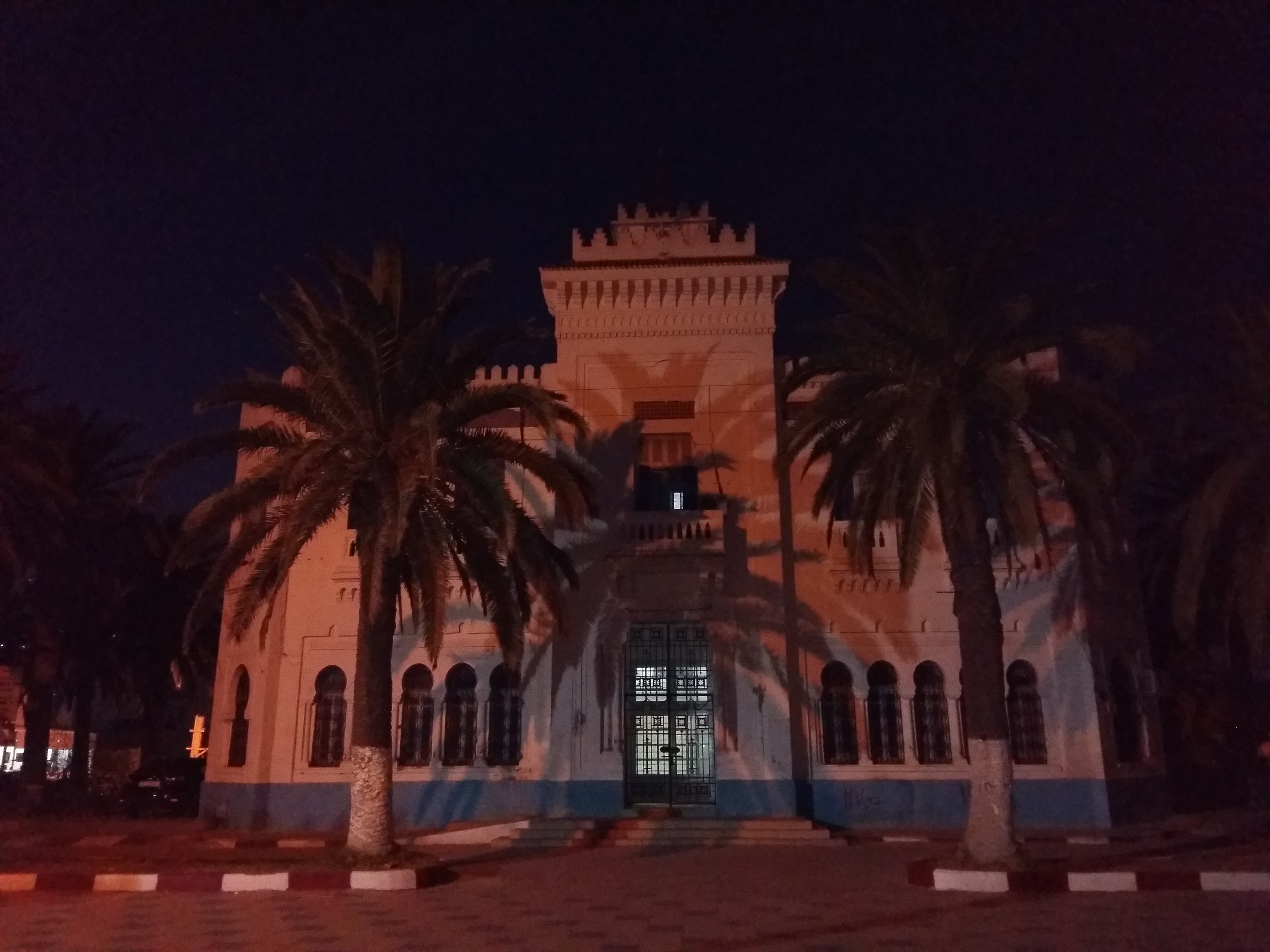
مبنى بلدية رادس بمكسولا.

رادس هي موطن لأول ميناء تجاري في البلاد يعود تاريخه إلى عام 1987 والذي شهد تطوراً مذهلاً، حيث استحوذ على نشاطه في ميناء تونس وميناء حلق الوادي. وهي متخصصة في حركة الحاويات (700000 حاوية مكافئة في العام) و بينما تتطور منطقة الميناء الصناعي الرئيسية في المنطقة المجاورة مباشرة.
بالقرب من ميناء رادس، توجد محطة توليد الكهرباء ذات الدورة المركبة، التي بناها ألستوم لصالح الشركة التونسية للكهرباء والغاز؛ تم تشغيله في عام 2001. هذه المحطة الكهربائية، إلى جانب تلك الموجودة في حلق الوادي، زودت تونس الكبرى وجزء كبير من شمال البلاد.
يربط الجسر الذي يربط بالكابل حلق الوادي بمنطقة ميناء رادس والميناء وفي النهاية توربينات الغاز ومحطات توليد الطاقة ذات الدورة المركبة
من المقرر أن تشهد المدينة تغييرات عميقة من خلال:
- تمديد ميناءها في مرحلة التشبع.
- تشييد طريق طوله 1,9 كيلومترًا بما في ذلك جسر رادس - حلق الوادي (جسر بقياس 260 مترًا بالكابلات) فوق القناة المؤدية إلى ميناء تونس وربط المدينة بلوليت.
- تطوير ضفاف بحيرة تونس الجنوبية بما في ذلك إعادة مرافق ميناء ميناء تونس وخاصة تطوير مدينة جديدة بسعة 130,000 نسمة على ما يقرب من 1000 هكتار .

## أهم الأحياء
- الملاحة
- حي البينوس
- حي الطيب المهيري
- حي محمد علي
- رادس منجيل
- ماكسولا
- رادس مليان

### مواضيع ذات علاقة
- مهرجان الياسمين برادس.

### وصلات خارجية
- تاريخ مدينة رادس على الموقع الرسمي لمهرجان الياسمين برادس.